# Aukštadvaris

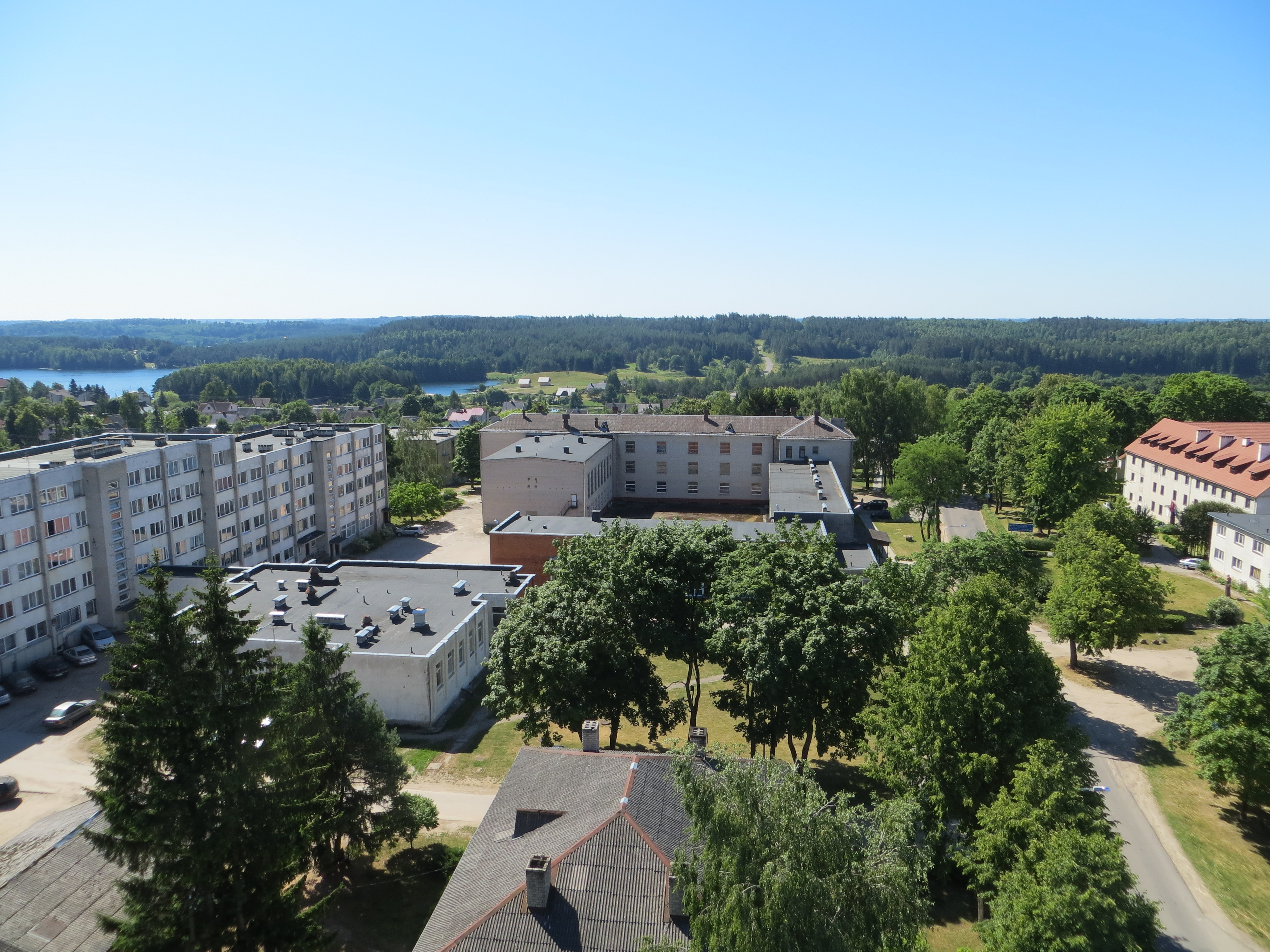
Stadtzentrum mit Klosterbereich (ganz rechts)

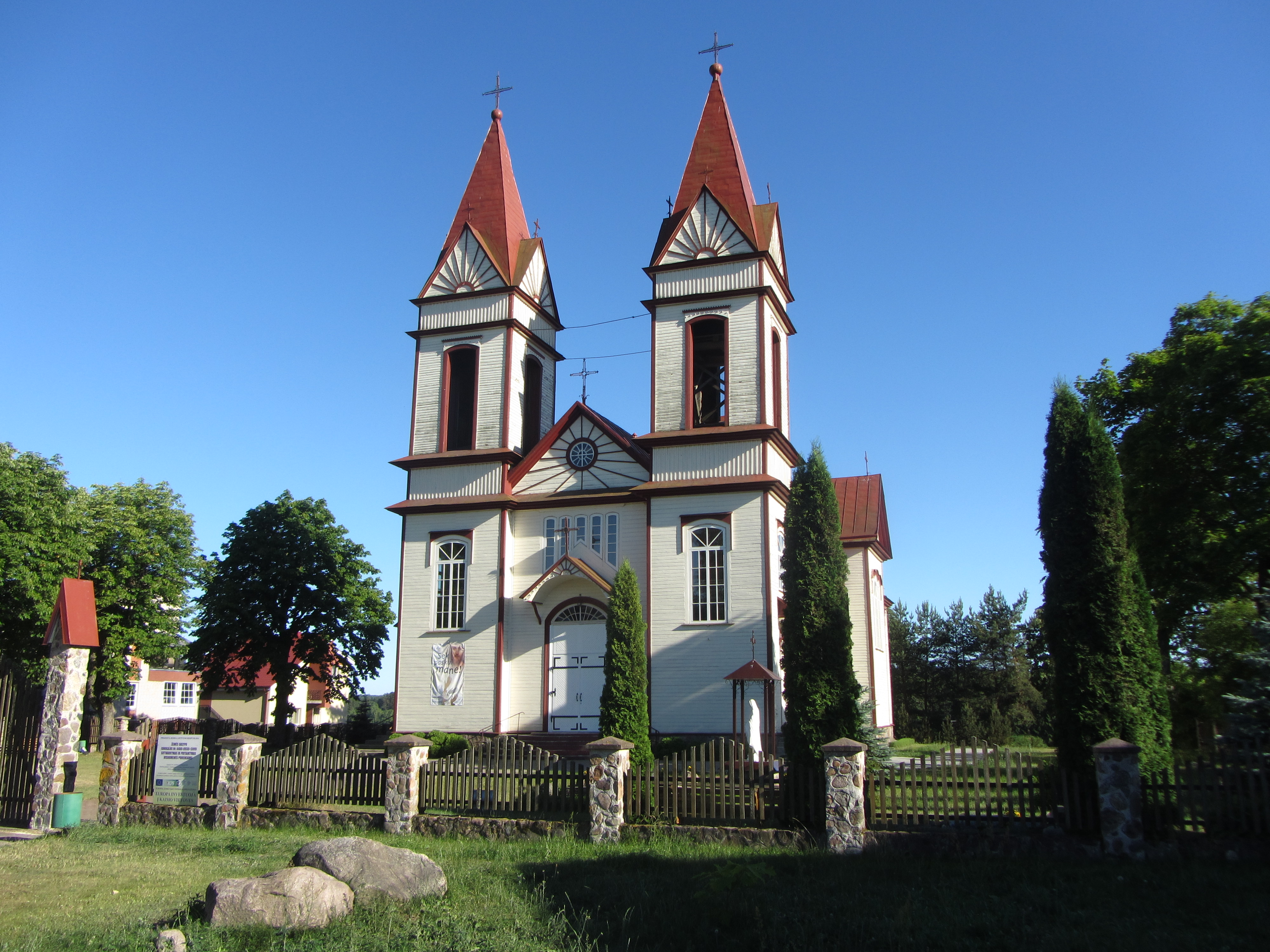
Kirche der Verklärung Christi in Aukštadvaris

Aukštadvaris (polnisch Wysoki Dwór, deutsch Augstdwar oder Rahden) ist ein Städtchen (miesteliai) im südlichen Teil Litauens. Die Stadt ist Teil der Aukštadvario seniūnija in der Rajongemeinde Trakai im Bezirk Vilnius.

## Geographie
Die Stadt liegt etwa 30 km westlich von Vilnius. Im Stadtgebiet wohnen weniger als 1000 Menschen und der Amtsbezirk hat etwas mehr als 2900 Einwohner.
Östlich des Orts liegt der Sienis-See mit 1,02 km² Fläche. Die Verknė verbindet ihn über 400 Meter mit dem Aukštadvaris-Stausee (Aukštadvario tvenkinys). Beim Bau der Staumauer im Jahr 1959 wurden die Seen Nava (1,2 km²), Baluosėlis, Baluosiukas und Zamkelis durch den Stausee mit einer Fläche von etwa 3 km² überstaut. Zwei Turbinen von 180 Kilowatt liefern seit 1960 jährlich eine Million Kilowattstunden. Aukštadvaris ist die einzige große Siedlung am Flusslauf der Verknė.

## Geschichte

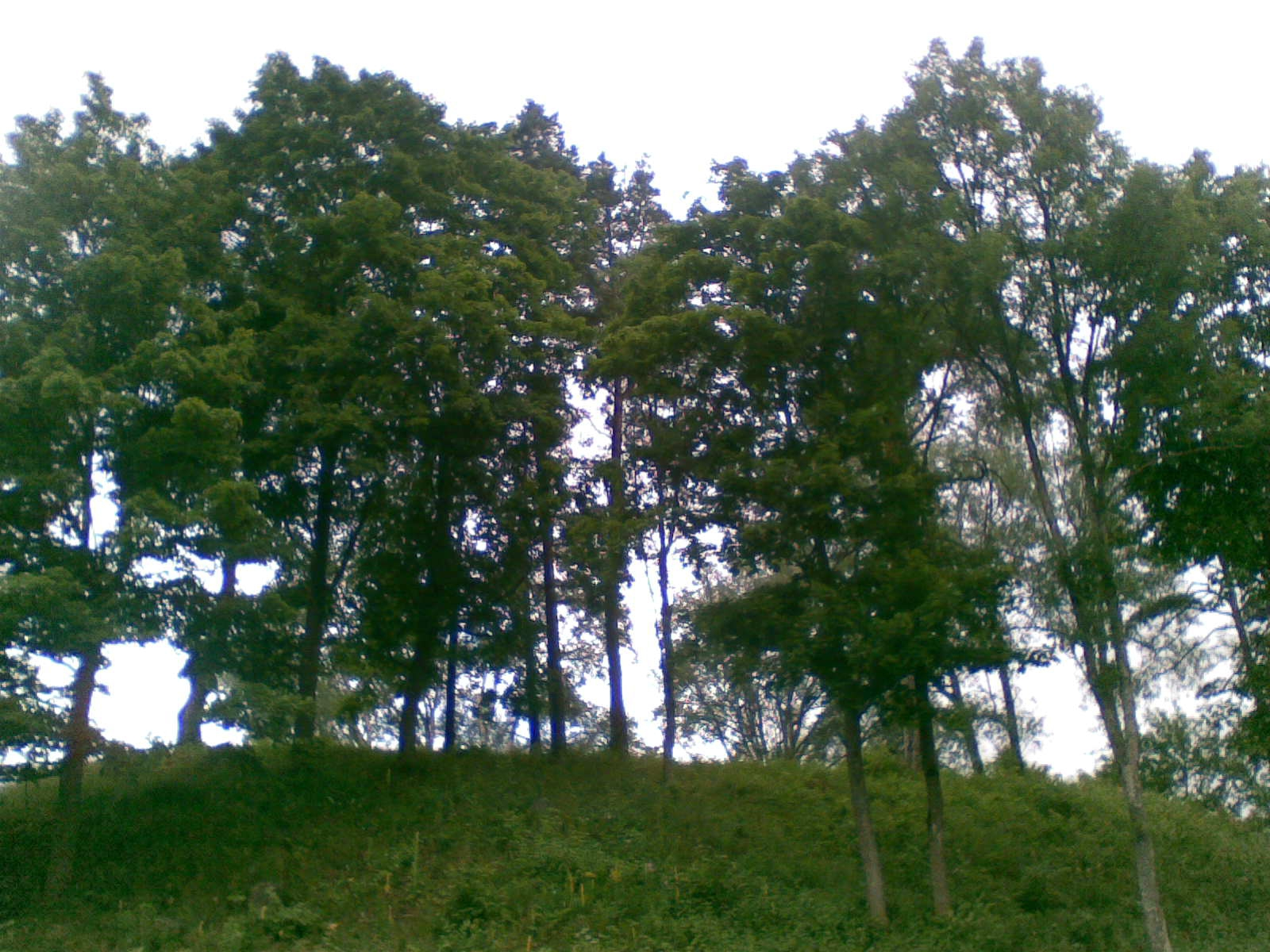
Reste der Wallburg Aukštadvario piliakalnis

Am Sienis wurde eine steinzeitliche Siedlung freigelegt. Aus dem 10. bis 14. Jahrhundert sind in der Region die Reste zahlreicher Wallburgen erhalten, auf Stadtgebiet der Kartuvių kalnas und der Aukštadvario piliakalnis.
Aukštadvaris erhielt 1569 Stadtrechte. Die Holzkirche des Orts wurde 1518 errichtet. Im Jahr 1832 schloss die zaristische Regierung das Dominikaner-Kloster von 1667 und die zugehörige Schule. In den Klostergebäuden wurde eine Kaserne eingerichtet. Nahe der Reste der Wallburg Aukštadvario piliakalnis erbaute 1837 Antoni Malewski ein Herrenhaus (Aukštadvario dvare). Adam Mickiewicz (1798–1855) war dort oftmals Gast. Der Ichthyologe Mykolas Kazimieras Girdvainis (polnisch Girdwoyń, 1841–1925) legte um 1900 Forellenzuchtbecken an. Die Erträge wurden an den Esstisch der russischen Zaren geliefert. Eine neue Kirche wurde 1913 erbaut. In der Klosterkirche richteten deutsche Truppen im Ersten Weltkrieg ein Getreidemagazin ein. Nach Kriegsende erhielten die Katholiken die Dominikanerkirche zurück.
Während der Zweiten Polnischen Republik wurde die Stadt Sitz der Gmina Wysoki Dwór. Diese Gemeinde hatte etwa 225 Quadratkilometer Fläche und 1932 neun Ämter mit 7545 Einwohnern.
Die Städtepartnerschaft mit Barby in Deutschland besteht seit 1994.

## Natur und Sehenswürdigkeiten

### Regionalpark

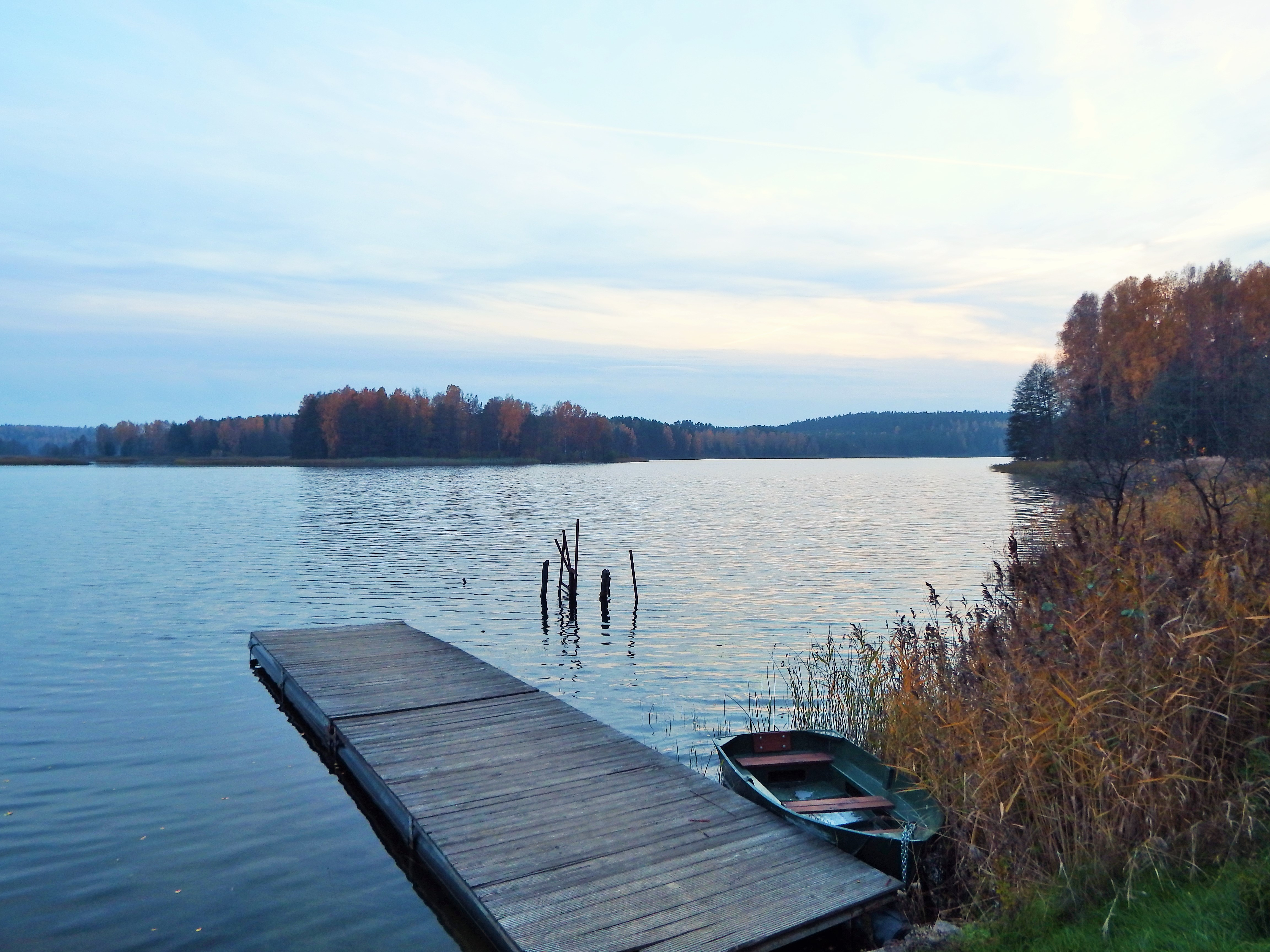
Aukštadvaris-Stausee (Nava)

Der Aukštadvaris-Regionalpark (litauisch Aukštadvario regioninis parkas) wurde 1992 gegründet um die Natur- und Kulturlandschaft der Flüsse Verknė und Strėva zu erhalten. Das Schutzgebiet der IUCN-Kategorie V umfasst derzeit eine Fläche von 170 km². Flächenmäßig ist es der siebtgrößte Regionalpark des Landes.
Zu diesem Regionalpark gehören der Aukštadvaris-Stausee und strenger geschützte Naturschutzgebiete östlich und westlich des Sees.
Im Regionalpark wird ein Fahrradrundweg eingerichtet. Die Verknė erlaubt Wassertourismus. In Stadtnähe befindet sich eine Kartbahn, auf der litauische Meisterschaften ausgetragen werden.

### Bau- und Naturdenkmale
- Dominikanerkloster mit Kirche, erbaut nach 1628
- Katholische Kirche der Verklärung Christi, erbaut von 1910 bis 1913
- Herrenhaus Aukštadvaris mit Burghügel und Mickiewicz-Eiche

## Bildung
Auf dem Klostergelände wurde nach dem Ende des Ersten Weltkriegs eine Landwirtschaftsschule eingerichtet, die bis 1980 bestand. Aus ihr entstand dann das Technikum und 1994 das Bildungszentrum (profesinio rengimo centras), das zum König-Mindaugas-Berufsbildungszentrum in Kaunas gehört.

## Verkehr
Die Fernstraße A16 (Europastraße 28) verläuft von Vilnius nach Westen und bindet die Region an den internationalen Verkehrswege an.

## Persönlichkeiten
- Vladas Zajančkauskas (1915–2013), Kriegsverbrecher (Trawniki)
- Bronislovas Genzelis (1934–2023), Politiker und Philosoph
- Laurynas Mindaugas Stankevičius (1935–2017), Politiker.

## Galerie

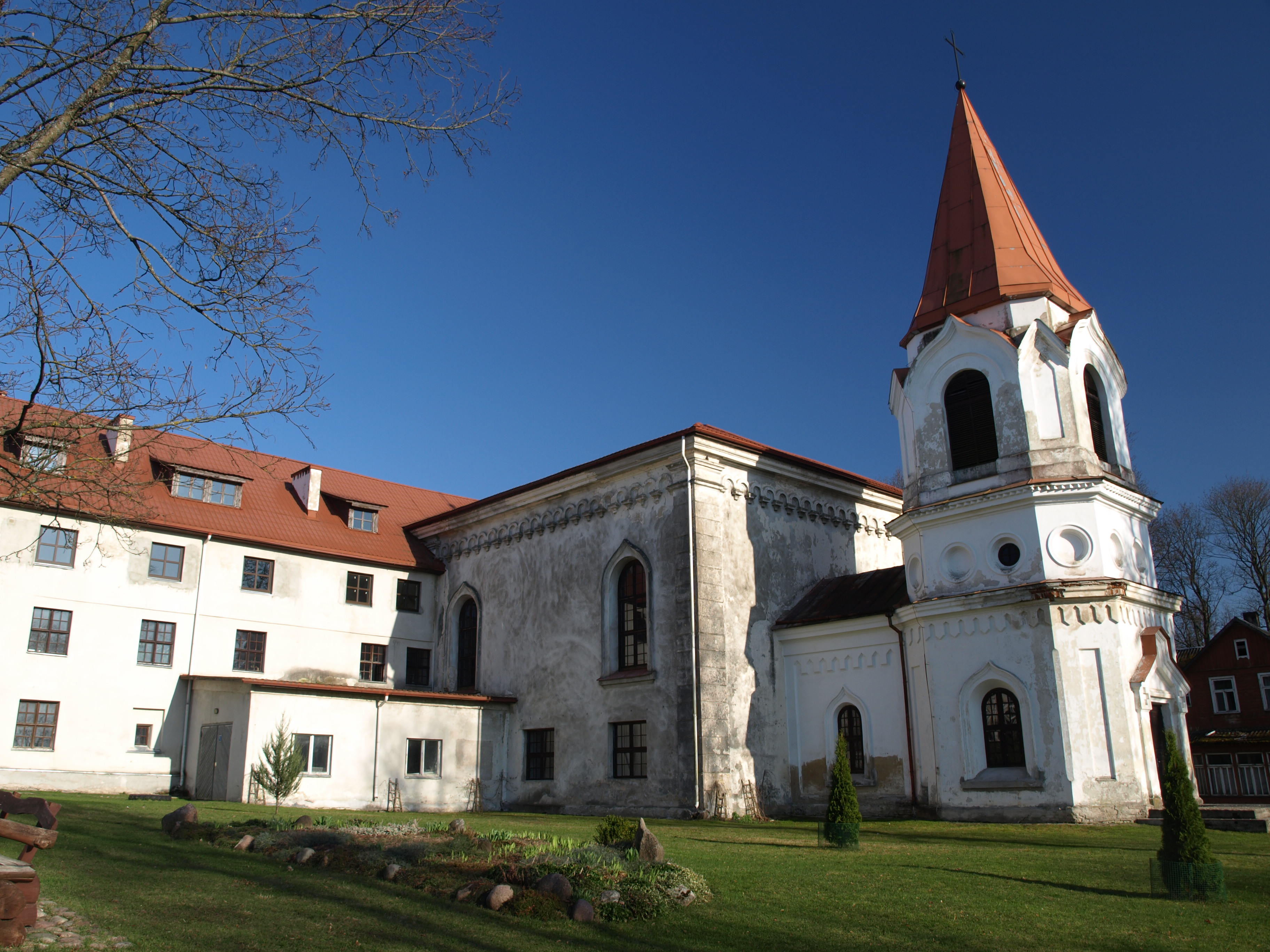
Dominikanerkirche
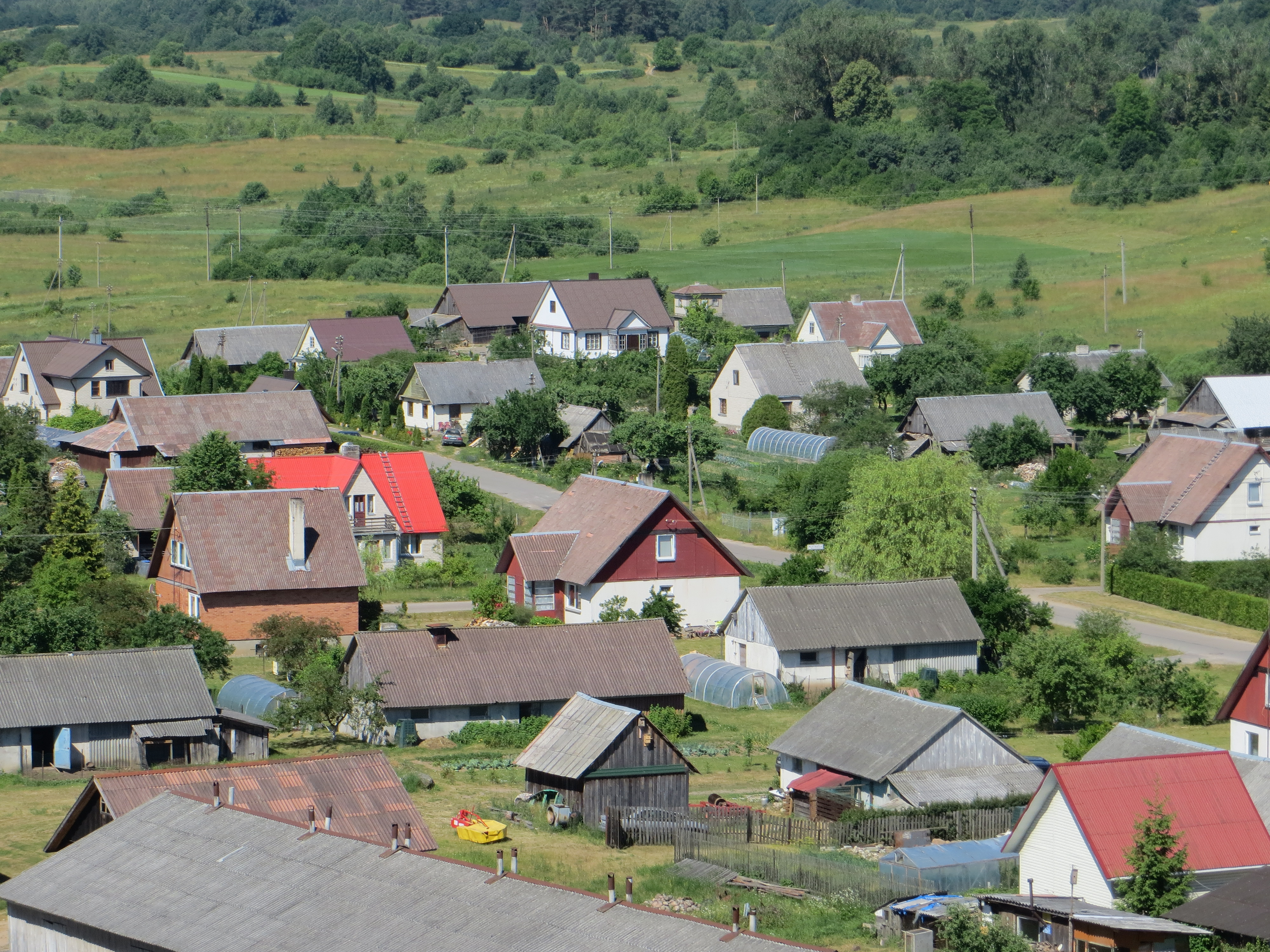
Siedlung am Stadtrand
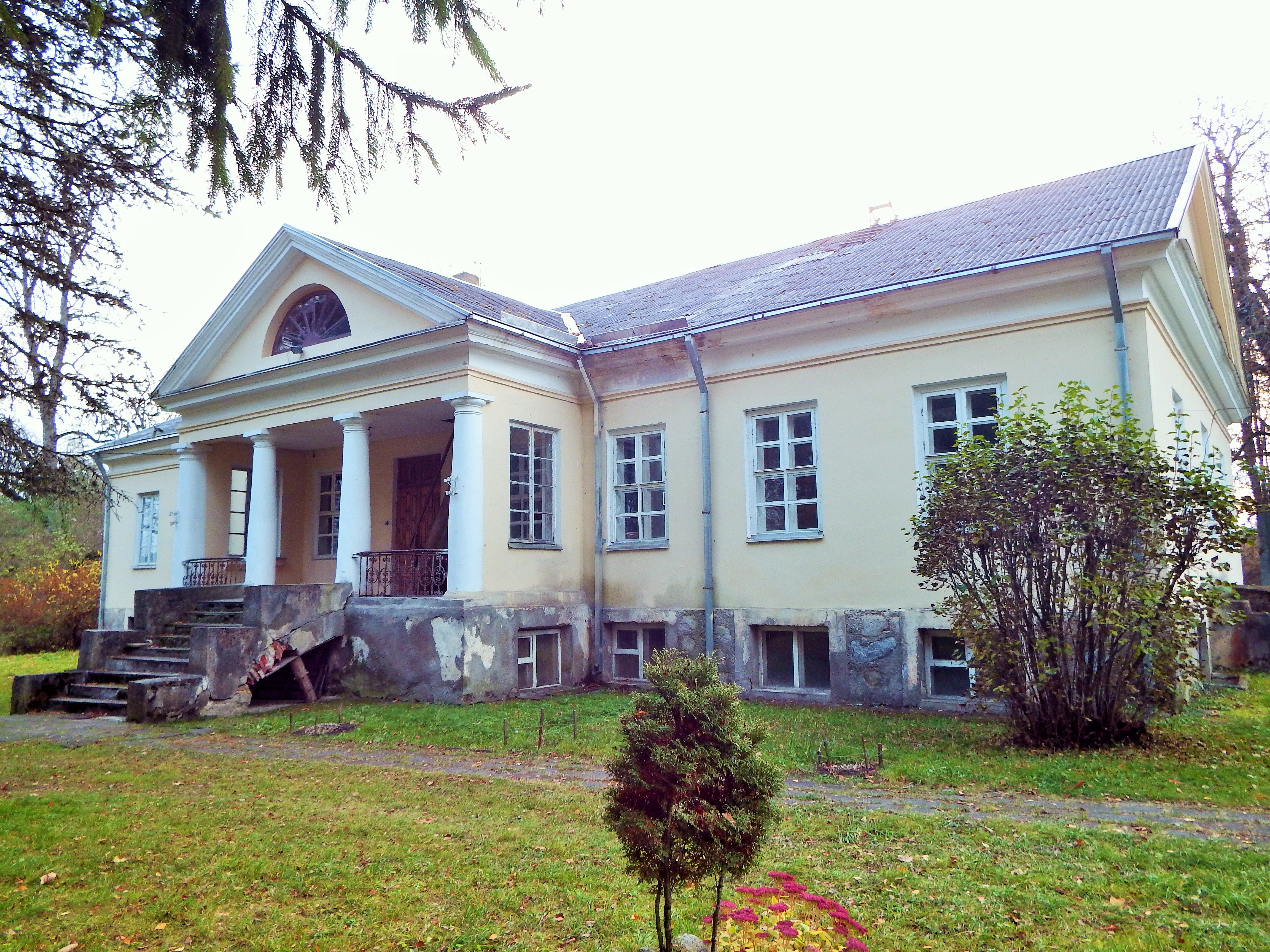
Herrenhaus von 1837